# 優素福·賈米爾
優素福·賈米爾（Yusuf Jameel，1958年—）是一位因為報道克什米爾衝突而聞名的克什米爾記者，克什米爾為印度和巴基斯坦自1947年已開始爭奪的一個喜馬拉雅山脈地區。賈米爾曾經於英國廣播公司新聞、路透社、《時代》、美國之音、《紐約時報》、印度《德幹紀事報》（Deccan Chronicle）及《亞洲時代報》工作。

## 早期職業生涯
賈米爾於雜誌《阿拔斯哈爾》（Aabshaar）開始其記者生涯。之後，他到了烏爾都報紙《阿夫塔卜》（Aftab）工作。於1983年，賈米爾加入《每日電訊報》。在1984年中旬，他開始為英國廣播公司新聞及路透社工作。期間，賈米爾專注報道關於克什米爾地區的新聞。

## 擄拐和攻擊
於1990年6月3日，賈米爾於其居所中被印度軍隊士兵逮捕，並被帶到克什米爾衝突區的一個基地中。之後，根據涉案官員的口供指出，賈米爾被詢問關於他與克什米爾武裝分子的關係。30分鐘後，賈米爾獲釋。涉案的三位軍隊人員後來受到處分。於1992年期間，賈米爾的居所兩度遭人扔手榴彈。同年，當賈米爾試圖報道克什米爾的抗議遊行時，他被治安部隊毆打，並被送院接受治理。
於1995年9月，亞洲國際新聞攝影師穆什塔克·阿里因拆開了寄給賈米爾的郵包炸彈而被炸死，而賈米爾亦被炸傷。事件發生後，他暫時移居倫敦，並在該處逗留了數個月才回到印度。雖然之後證實了是軍隊人員寄來郵包炸彈的，但是沒有人因襲擊賈米爾而被捕。賈米爾對英國廣播公司的行動表示失望，因為英國廣播公司雖然被送至倫敦接受治理，但卻沒有賠償他經濟上的損失。另外，英國廣播公司亦禁止賈米爾在接著的一年內報道任何與克什米爾衝突有關的新聞。

## 獎勵和表彰
賈米爾於1996年獲保護記者委員會頒發CPJ國際新聞自由獎，並指出賈米爾能夠「承受來自涉及克什米爾衝突的各方所施加的壓力和襲擊」。於2006年，賈米爾獲南亞自由媒體協會頒發首個最佳記者/作家獎。於2011年2月，賈米爾因其對記者行業的傑出貢獻而獲頒阿哈德·薩格紀念獎。阿哈德·薩格紀念獎是一個用作表彰在文學、新聞學、公共及社會服務領域中貢獻突出的人。此獎項是由阿哈德·薩格研究基金發起，並取名自克什米爾蘇菲派詩人阿卜杜勒·阿哈德·薩格。